# Virus des grosses nervures de la laitue
Varicosavirus lactucae
Genre
Espèce
Synonymes
- Lettuce big-vein virus (1998)
- Lettuce big-vein associated virus (2004)
- Lettuce big-vein associated varicosavirus (2015)

Le virus associé des grosses nervures de la laitue (LBVaV, Lettuce big-vein associated varicosavirus), nom scientifique Varicosavirus lactucae, est une espèce de virus du genre Varicosavirus (famille des Rhabdoviridae), dont c'est l'unique espèce (genre monotypique).
C'est un virus à ARN à simple brin à polarité négative, classé dans le groupe V de la classification Baltimore.
Ce virus infecte les plantes (phytovirus) dans les familles des Asteraceae et Solanaceae. La transmission est assurée dans le sol et dans les systèmes hydroponiques par les zoospores d'une espèce de champignons Chytridiomycètes,  Olpidium virulentus .
Le LBVaV est fréquemment associé à la maladie des grosses nervures de la laitue causée par le Mirafiori lettuce big-vein virus (MLBVV) appartenant au genre Ophiovirus (famille des  Aspiviridae).
Le LBVaV a été signalé en Europe, aux États-Unis, au Japon, en Arabie saoudite et en Australie . 

## Structure
Les virions sont des particules non enveloppées d'une longueur de 320 360 nm et d'un diamètre de 18 nm. Le génome, segmenté, est bipartite. 